# Aglaia sexipetala
Espèce
Synonymes
- Aglaia acuminatissima Teijsm. & Binn.[1]
- Aglaia calelanensis Elmer[1]
- Aglaia myristicifolia C.DC.[1]
- Aglaia polyphylla Miq.[1]

Statut de conservation UICN

 NT  : Quasi menacé
Aglaia sexipetala est une espèce de plantes de la famille des Meliaceae.

## Publication originale
- Notulae ad Plantas Asiaticas 4: 505. 1854.